# Ordnance QF 13 lb
L'Ordnance QF 13 pounder era un'artiglieria leggera britannica in uso nella prima guerra mondiale, della categoria Ordnance QF (Quick Firing, "tiro rapido").

## Storia
In esito ad accesi dibattiti su che tipo di artiglieria dovesse riequipaggiare l'esercito inglese, dopo che la guerra contro i boeri aveva dimostrato l'obsolescenza del parco d'artiglieria inglese, si scelse il 13 libbre per l'artiglieria a cavallo e il 18 per quella da campagna.
Il nuovo cannone per la cavalleria, molto meno pesante del precedente e molto meno numeroso, data la minore entità dell'artiglieria a cavallo rispetto a quella della fanteria, entrò in linea dimostrandosi un buon pezzo d'artiglieria. Ma la disponibilità di munizioni shrapnel, ovvero proiettili scoppianti in aria, per scagliare in avanti una quantità di pallettoni e frammenti, aveva tanto un effetto devastante contro truppe allo scoperto, quanto inutile contro le trincee e reticolati, cosicché passò molto tempo, dopo il 1914, prima che nuove munizioni HE (alto esplosivo) diventassero largamente disponibili. Quando la guerra entrò in una fase statica la sua gittata risultò troppo corta per essere utile e fu ritirato dal servizio. Alcuni pezzi d'artiglieria furono modificati come armi contraerei, primordiali ma relativamente efficaci. L'alzo, comunque, era molto ridotto nell'affusto standard e non poteva sfruttare appieno la sua gittata e sparare in zone montagnose. Per poter usare le bocche da fuoco in esubero nel tiro contraereo, esse vennero modificate ed installate su un apposito affusto, ottenendo il famoso pezzo Ordnance QF 13 lb Mk III.
Nel 1915-1916 furono forniti al Regno d'Italia 50 pezzi, denominati 76GB (Gran Bretagna), che andarono ad armare le batterie costiere in sostituzione dei pezzi da 87B che dovevano essere trasferiti al fronte.
Ancora oggi, il 13 libbre non è stato radiato dal servizio, in quanto parte del King's troop, e usato per cerimonie e parate simboliche.

## Ordnance QF 13 pounder 6 cwt Mk V navale
Il QF 13 lb versione Mk I venne adattato dalla Vickers Limited ad un affusto a piedistallo, per essere installato sulle lance a motore della Royal Navy. Furono prodotti 650 di questi pezzi, dei quali 250 per la United States Navy. Con l'intensificarsi della guerra subacquea, i Mk V vengono rimossi dalle lance ed impiegati per armare i mercantili convertiti in incrociatori ausiliari.